# Historie české komunity v Baltimoru

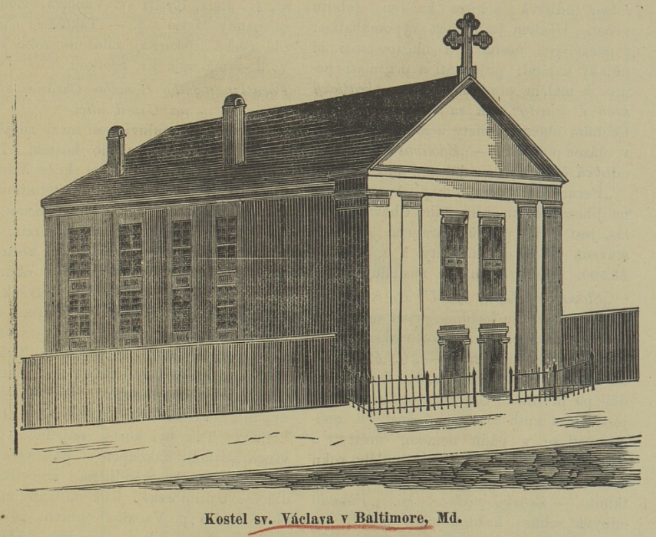
Původní kostel sv. Václava v Baltimore, první český kostel ve městě, v době dokončení roku 1872 (kresba z časopisu Amerikán, 1879)

Historie české komunity v Baltimoru sahá až do poloviny 19. století. Tisíce přistěhovalců z Čech přišlo do východního Baltimoru na konci 19. a na počátku 20. století. Postupně se stali důležitou součástí baltimorského etnického a kulturního dědictví. České komunity založily řadu kulturních institucí, aby se zachoval český původ, včetně odkazů na římskokatolickou církev, vznikly také festivaly, jazyková škola a založen byl i tzv. český národní hřbitov (Bohemian National Cemetery). Roku 1872 zde byl postavena jednoduchá stavba katolického kostela sv. Václava, který byl v pozdějších letech přestavěn a rozšířen. 
Populačního vrcholu dosáhla česká komunita na konci 19. století a na začátku 20. století, kdy se Baltimore stal domovem 12 až 15 tisíc lidí původem z Čech. Populace začala klesat v průběhu druhé poloviny 20. století, kdy se česká komunita asimilovala a mnoho Čechoameričanů se přestěhovalo na předměstí Baltimoru. Počátkem 90. let 20. století již byla bývalá česká komunita ve východním Baltimoru značně rozptýlena.

## Demografické údaje
| Česká populace v Baltimoru | Česká populace v Baltimoru |
| Rok                        | Počet                      |
| -------------------------- | -------------------------- |
| 1870                       | 1 000                      |
| 1880                       | 5 000                      |
| 1920                       | 7 750                      |
| 1930                       | 7 652                      |
| 1940                       | 4 031                      |
| 2000                       | 2 206                      |
| 2013                       | 1 290                      |

V roce 1870 žilo v Baltimoru přibližně 1000 českých katolíků. Během desetiletí tento počet vzrostl na více než 5000. Přímo v roce 1870 přišlo do Baltimoru 766 lidí, kteří se narodili ještě v Čechách, což dělalo tuto oblast třetím největším zdrojem imigrantů v Baltimoru po lidech ze Spojeného království Velké Británie a Irska a z Německa.

## Fotogalerie

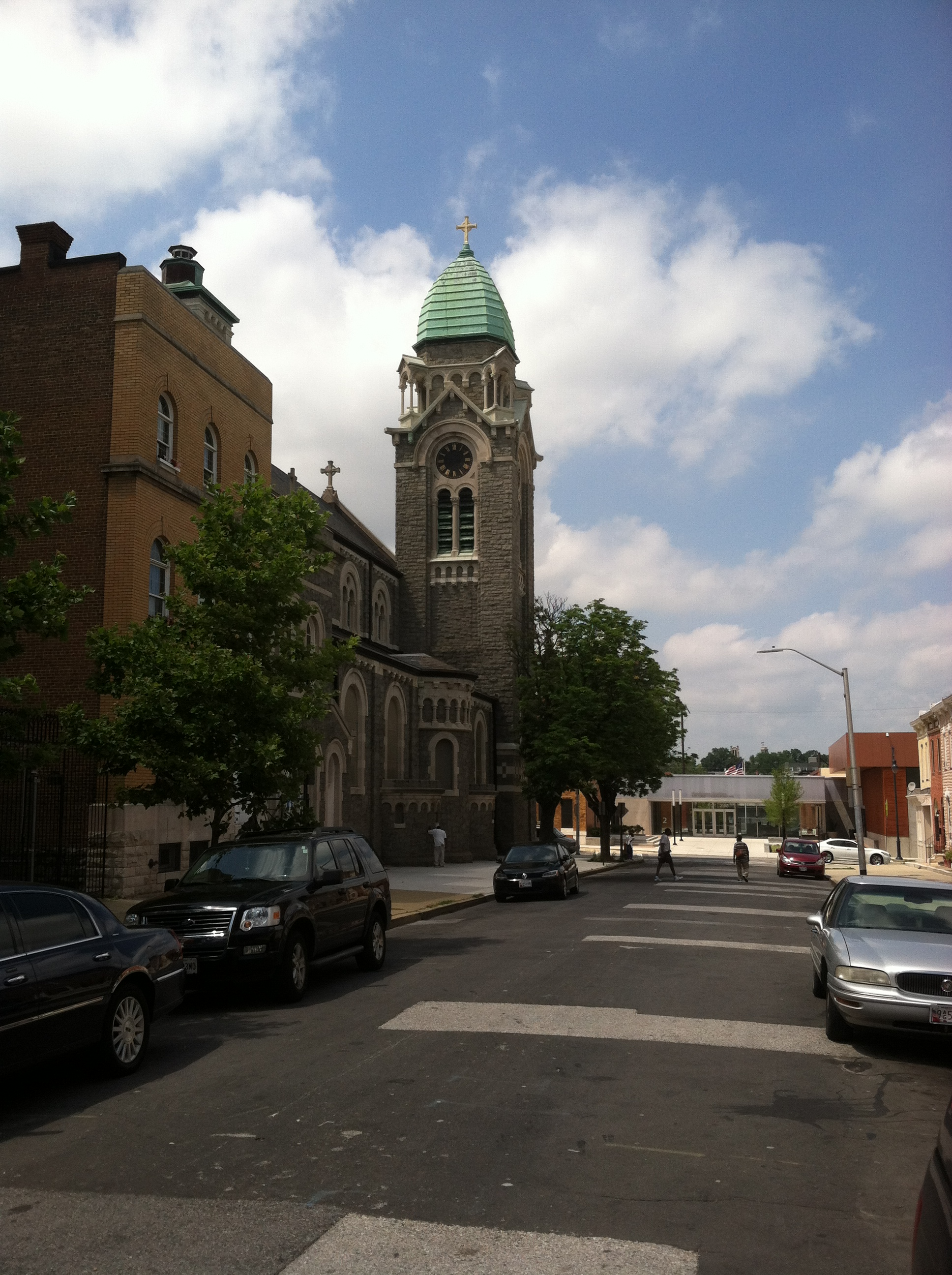
St. Wenceslaus (Kostel sv. Václava), katolický kostel ve Východním Baltimore
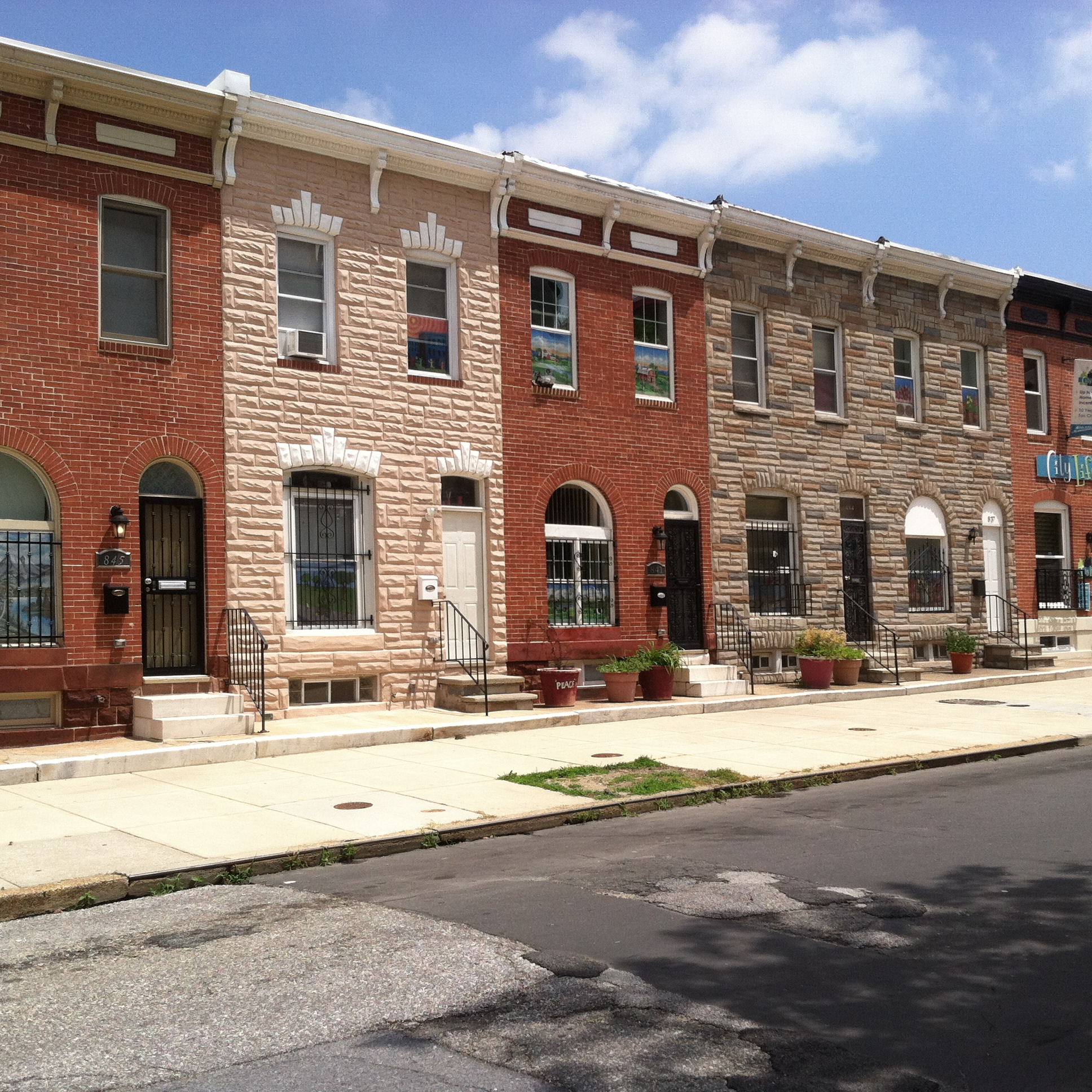
Malé Čechy (Little Bohemia)
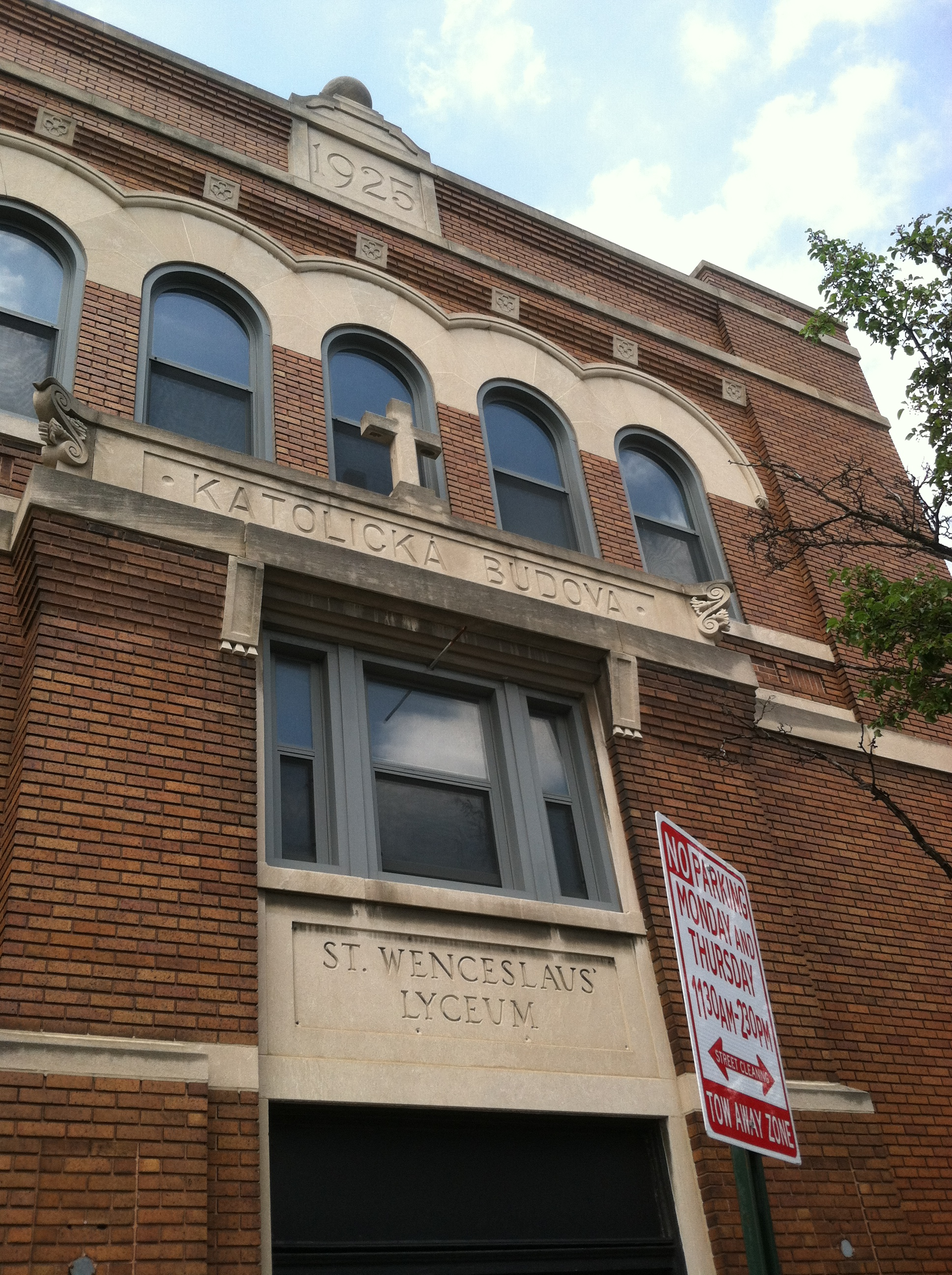
St. Wenceslaus Lyceum, katolická škola ve Východním Baltimore